# Leden 2010
1. ledna
- V ČR začal platit nový trestní zákoník, který nahradil původně československý trestní zákon z roku 1961.[1]

3. ledna
- USA a Spojené království uzavřely kvůli nebezpečí terorismu své jemenské ambasády. Zvýšené pozornosti se Jemenu dostalo v souvislosti s bojem proti terorismu po 25. prosinci, kdy se Nigerijec vycvičený jemenskou al-Káidou pokusil odpálit výbušninu během letu z Amsterdamu do Detroitu.[2]

4. ledna
- V emirátu Dubaj (Spojené arabské emiráty) byl slavnostně otevřen mrakodrap Burdž Chalífa, nejvyšší stavba světa o výšce 828 m.[3]

6. ledna
- Ve věku 84 let zemřel Ivan Medek, český novinář a kancléř exprezidenta Havla.[4]

8. ledna
- Autobus s representačním fotbalovým mužstvem Toga byl během příjezdu na africký šampionát v Angole napaden ozbrojenci, 3 lidé byli zabiti a dalších 9 zraněno. O dva dny později pak representace na pokyn tožské vlády šampionát opustila. K útoku se přihlásila organizace FLEC, usilující o samostatnost Cabindy.[5][6][7]

9. ledna
- Již druhý den mohutně sněží ve značné části Evropy a to způsobuje především výrazné problémy v dopravě a dodávce elektřiny. Ve Frankfurtu nad Mohanem bylo zrušeno přes 200 letů. Špatné podmínky na silnicích jsou v Polsku, chaos na silnicích způsobil sníh v Belgii. Tisíce domácností zejména v alpských oblastech jsou bez elektrické energie. V Británii působí zima problémy na silnicích, na letištích i na železnici.[8]

10. ledna
- Zemětřesení o síle 6,5 stupně Richterovy škály zasáhlo v noci ze soboty na neděli severní Kalifornii. Nejsou hlášeny závažné škody nebo zranění, pouze v okrese Humbolt bylo přibližně 25 000 domácností postiženo výpadkem elektrického proudu.[9]
- Podle předběžných výsledků se Čína stala v roce 2009 největším vývozcem na světě (vývoz 1,2 bil. $), když předstihla do té doby vedoucí Německo (1,17 bil. $).[10]
- Ve druhém kole chorvatských prezidentských voleb zvítězil kandidát sociální demokracie Ivo Josipović (60,3 % hlasů) nad nezávislým starostou Záhřebu Milanem Bandićem. Josipović nahradí Stjepana Mesiće, kterému končí druhé funkční období.[11]

12. ledna
- Zemětřesení o síle 7 stupňů Richterovy škály zasáhlo ostrov Hispaniola v Karibském moři, především pak stát Haiti a jeho hlavní město Port-au-Prince. Počet obětí se odhaduje v řádu statisíců.[12]

17. ledna
- V Los Angeles proběhlo prestižní udílení filmových a televizních cen Zlatý glóbus. Dle očekávání triumfoval snímek Avatar, který získal cenu za nejlepší drama a za režii tohoto snímku byl oceněn James Cameron. Za nejlepší herce a herečky v hlavních rolích byli oceněni Jeff Bridges, Sandra Bullocková, Robert Downey mladší a Meryl Streepová.[13]
- Novým chilským prezidentem se v 2. kole prezidentských voleb stal pravicový kandidát Sebastián Piñera se ziskem 51,61 % hlasů. Po dvaceti letech se tak k moci v Chile opět dostane pravice.[14]

18. ledna
- V 1. kole ukrajinských prezidentských voleb zvítězil prorusky orientovaný kandidát Viktor Janukovyč se ziskem 36,9 % hlasů. Na druhém místě skončila premiérka Julia Tymošenková s 24,3 % hlasů. Neuspěl současný prezident Viktor Juščenko. Volby doprovázela i diplomatická roztržka s Gruzií, kdy Janukovyč obvinil gruzínské pozorovatele, že se pokoušejí ovlivnit volby v jeho neprospěch.[15]
- Na Haiti byl do konce ledna vyhlášen nouzový stav. Po zemětřesení, které si vyžádalo mezi 100 000 až 200 000 obětí, v zemi panuje stále kritická situace, kterou se snaží řešit mezinárodní humanitární pracovníci. Přítomna je také armáda USA, posílit místní mírovou misi plánuje OSN.[16][17]

19. ledna
- Po dvou dnech ozbrojených střetů křesťanských a muslimských radikálů v nigerijském městě Jos je hlášeno kolem 150 mrtvých a přes 300 raněných. Nepokoje vypukly poté, co příslušníci místní muslimské komunity v neděli zapálili křesťanský kostel. Následně bylo vypáleno několik mešit.[18]
- V Rakousku začalo mistrovství Evropy mužů v házené.[19]

20. ledna
- Aktuální údaje z Nigérie uvádí již 464 lidských obětí a rozšíření střetů křesťanských a muslimských radikálů do města Pankšinu v centrální Nigérii.[20]

21. ledna
- Ve Francii proběhla stávka státních zaměstnanců. Po celé zemi bylo pořádáno okolo 120 demonstrací, největší v Paříži, Lille a Toulouse.[21]

22. ledna
- Biskupové srbské pravoslavné církve zvolili nového patriarchu, kterým se stal osmdesátiletý Miroslav Gavrilović.[22]
- Proběhly parlamentní volby v Nizozemských Antilách.

25. ledna
- Alí Hasan Abd al-Madžíd al-Tikrítí, bratranec bývalého iráckého prezidenta Saddáma Husajna, irácký ministr obrany, ministr vnitra, vojenský velitel a šéf irácké zpravodajské služby známý též jako „Chemický Alí“ byl popraven oběšením na základě již 4. rozsudku smrti v Bagdádu.[23]

26. ledna
- Známá švédská automobilka Saab se na poslední chvíli zachránila před zánikem, když bylo oznámeno, že ji od koncernu General Motors odkoupí nizozemský výrobce luxusních vozů Spyker za 400 miliónů dolarů. Saab s 3400 zaměstnanci byl součástí koncernu GM od roku 1989 a byl od té doby prakticky neustále ztrátový.[24]

27. ledna
- Dosavadní srílanský prezident Mahinda Radžapaksa zvítězil ve volbách se ziskem 57,8 % hlasů. Jeho hlavní protivník, generál Sarath Fonseka oznámil, že výsledek voleb neuznává a že se obrátí na soud.[25]

28. ledna
- Americký prezident Barack Obama přednesl výroční projev o stavu Unie na společném zasedání obou komor Kongresu.[26]
- V 91 letech zemřel spisovatel Jerome David Salinger.[27]
- Český hydrometeorologický ústav vydal nařízení, podle kterého má kvůli vysoce nadlimitnímu znečištění ovzduší polétavým prachem omezit výrobu osm podniků v Moravskoslezském kraji.[28]

30. ledna
- Čína oznámila pozastavení plánovaných vzájemných vojenských návštěv se Spojenými státy. Důvodem je prodej amerických zbraní na Tchaj-wan, který ČLR považuje za své území.[29]
- V Maďarsku skončilo mistrovství Evropy ve futsale. Vítězem se stal výběr Španělska, který ve finále porazil Portugalsko 4:2. Česká národní reprezentace obsadila třetí místo, v souboji o bronzovou medaili zdolala Ázerbájdžán 5:3.[30]
- Sněžení způsobilo rozsáhlé problémy v dopravě, především v Německu, kde místy napadlo až 40 cm nového sněhu. Problémy v dopravě hlásí i Belgie, Maďarsko nebo Tyrolsko.[31]

31. ledna
- Egyptská fotbalová reprezentace se stala vítězem Afrického poháru národů 2010 v Angole. Ve finále, kterému přihlíželo 50 000 diváků, porazila Ghanu 1:0 a získala tak třetí titul mistra Afriky v řadě.
- Ve vídeňské Stadthalle proběhlo finálové utkání mistrovství Evropy mužů v házené, ve kterém zvítězila Francie nad výběrem Chorvatska 25:21. Česká reprezentace obsadila osmé místo.
- Český závodník Zdeněk Štybar zvítězil na mistrovství světa v cyklokrosu 2010 v Táboře.[32]